# Калафат (Турска)
Калафат (тур. Kalafat) је насељено место у округу Бига у вилајету Чанакале, Турска. Према попису из 2020. било је 1.204 становника.
Калафат настањују Бошњаци, чији су се преци доселили крајем 19. века из Босанске крајине. Село се раније звало Босна.